# Långbanshyttanita
La långbanshyttanita és un mineral descobert l'any 2011 a Långbanshyttan, Suècia. Precisament, el seu nom prové de la seva localitat tipus, una mina, fundició i poble de Suècia, on fou descobert.

## Característiques
La långbanshyttanita és un mineral de fórmula química Pb₂Mn₂Mg(AsO₄)₂(OH)₄·6H₂O. Cristal·litza en el sistema triclínic. El mineral és biaxial (+) i presenta una dispersió forta r<v. La långbanshyttanita és la representant d'un nou tipus d'estructura. Parts del mineral tipus es troben al Museu Fersman, a l'Acadèmia Russa de les Ciències (Moscou), amb el número de registre 4032/1 i també al Museu d'Història Natural d'Estocolm (Suècia), amb número de catàleg NRM 20100076.

## Formació i jaciments
Es produeix en fractures d'etapa tardana formant agregats suaus, radials i aleatoris (fins a 1 mm) de cristalls aciculars de fins a 5 × 20 × 400 μm. Sovint es troba associada a minerals tals com la calcita, la flogopita rica en manganès, espinel·les, antigorita i trigonita.